# USS Makin Island (CVE-93)
Авіаносець «Мейкін Айленд» (англ. Makin Island (CVE-93)) — ескортний авіаносець США часів Другої світової війни, типу «Касабланка».

## Історія створення
Авіаносець «Мейкін Айленд» закладений 12 січня 1944 року на верфі Kaiser Shipyards у Ванкувері під ім'ям Woodcliffe Вау, проте в процесі будівництва перейменований на «Мейкін Айленд»,
Спущений на воду 5 квітня 1944 року. Авіаносець вступив у стрій 9 травня 1944 року.

## Історія служби
Після вступу в стрій авіаносець «Мейкін Айленд» брав участь в десантній операції в затоці Лінгаєн (о. Лусон, січень 1945 року), битві за Іодзіму (лютий-березень 1945 року), в битві за Окінаву (квітень-червень 1945 року), здійснював рейди для завдання ударів по судноплавству у Східнокитайському морі (кінець липня — початок серпня 1945 року).
19 квітня 1946 року авіаносець «Мейкін Айленд» був виведений в резерв. 11 липня 1946 року виключений зі списків флоту і наступного року зданий на злам.